# 逆天抗命
《逆天抗命：香港如何對世界上最大的獨裁者說不》（英語：Defying the Dragon: Hong Kong and the World's Largest Dictatorship），簡稱《逆天抗命》，是韋安仕撰寫的書籍，於2021年經赫斯特出版社出版。中譯本於2022年4月經左岸文化出版，由徐承恩翻譯。

## 背景
《逆天抗命》作者韋安仕曾任職於《觀察家報》、《衛報》、英国广播公司等多間傳媒。他在1987年移居香港，於當地任職記者和商人，並成為香港電台節目《脈搏》的主持人。他在反對逃犯條例修訂草案運動進行期間，預料北京政府將在運動結束後修改歷史，於是決定在2019年8月開始撰寫著作，以完整紀錄該段歷史、促成該運動的歷史因素、香港居民身份認同的走向。在撰寫過程中，它的名稱曾定為《Awaiting the Avalanche》（大意：《等待雪崩》），但在《中華人民共和國香港特別行政區維護國家安全法》出台後，他認為雪崩已來臨，並修改著作內容，把自己一些針對中港及國際關係的評論刪去。

## 內容
《逆天抗命》分為三部分。第一部分主要講述反對逃犯條例修訂草案運動的起因，涵蓋香港政治體制、經濟環境、來自中國大陸的資本對香港構成的影響、港人身份認同等議題。他形容中港關係為互相「猜忌」和「疑心生暗鬼」:87-89，指出鄧小平提出一國兩制時，更關注的是香港的經濟制度，而非政治制度。其後指責北京當局沒有考慮讓香港自治，只提出「港人治港」的原則；提出後香港的自主權亦持續受北京當局的詮釋所影響。此外，他還指責香港歷任行政長官都欠缺管治能力及當地以英屬時期的體制為藍本的政治制度「充斥各種矛盾和扭曲」，讓民意不能透過制度充分反映，人們於是對之失去信心，促成暴力對抗。不过他亦表示香港主權移交後變的是新的主權所屬國比英國更不包容異見。同時批評林鄭月娥等親北京派人士，指他們雖決意追隨北京政府的意向，忽略港人利益，但卻預備了隨時能移居香港海外的後路。經濟背景上他則刻畫香港四大地產商如何透過對大型地產商有利的賣地制度獲利，但同時讓香港樓價攀升到一般人難以負擔的水平，令貧富差距日益嚴重。及後他描寫對香港人這一身份的認同是如何在上述環境下增強，而擁有移居後路的香港高官則對此感到不解。他同時表示這一身份認同與其他因素一起促成了反對逃犯條例修訂草案運動。
第二部分則講述反對逃犯條例修訂草案運動的過程，並在描述過程時加入自己對示威者、政府官員、公務員的訪談節錄。他指出2014年雨傘運動過後，政府不但沒有重視該運動的核心訴求，反而大規模檢控運動領袖，致使運動支持者變得更不滿和激進，促成了反對逃犯條例修訂草案運動的誕生。當中支持運動及民主的各派別因反對中國共產黨（中共），堅持捍衛香港本土的共同目標而合作。而警方在應對後者時仍採用拘捕領導者就可以讓運動結束的舊有思維，無法應對民眾透過網絡自發的行動浪潮。
最後一部分則以中國大陸在世界上的角色為重心，講述2019冠状病毒病疫情、中國大陸的國際形象、官員貪腐等議題，並從中探討香港在該些議題上的角色。他先講述香港及北京當局利用2019冠状病毒病疫情之機會來壓制異見，實施《中華人民共和國香港特別行政區維護國家安全法》，以此清除異見人士。此外作者亦表示該一疫情讓中國大陸的民眾對政權「無堅不催」的信心開始動搖，因它曾經隱瞞疫情，同時民眾又要承受因疫情而引起的經濟打擊。作者認為蘇聯解體源於邊陲地區對中央政權的反抗，所以香港在2019年爆發的運動於未來有機會被形容為「布拉格之春」。而北京當局對香港的壓制正好反映其脆弱性，形容其統治基礎「站在浮沙之上」，並讓世界各地更對它產生負面觀感。他另寫道北京當局的最終目的是把香港強制完全融入大灣區，讓之成為「沒有香港特色的香港」，但「香港人本身，在未來或能證實此等想法的虛妄」——他本人則把完全融入的想法形容為「使人戰慄」:382。著作最後引用岑敖暉的語錄，指香港「還未壽終正寢」。

## 評價
戴安通在《南華早報》上形容著作整體「誠實正直」。南佛罗里达大学社會與政治思想研究中心研究員彼得·貝爾（Peter Baehr）則對第一部分的文筆表示好評，能讓人更了解香港為何在2019年爆發社會運動。蒲汝傑在《亚洲事务》上評論指英文原文標題《Defying the Dragon》（大意：《挑戰巨龍》）會讓人產生誤解，因反對逃犯條例修訂草案運動是以香港政府施政失誤為始，故與中港之間的衝突無關，但他認為著作整體寫得很好。
戴安通表示著作中有關中共的統治基礎「站在浮沙之上」的說法會讓一些人感到驚訝，而他本人對作者有勇氣作上述宣稱表示好評。於《金融時報》任職的馬凱反指這一說法即使連北京當局的反對者都會認為是「一廂情願」。蒲汝傑對作者以岑敖暉的語錄作結一事回應道，即使香港仍存，但示威已不存。香港浸會大學國際學院英語講師張宏絢則指作者在描述2019冠状病毒病疫情對中國大陸的打擊時，忽略了其他地方的人也因此對民主制度失去信任。
戴安通亦表示作者「正確」刻畫出對香港人這一身份的認同與2019年反對逃犯條例修訂草案運動的關係，並讚揚他在著作中加入針對該運動的訪談紀錄，以讓人從更為內幕的角度了解該運動。他讚揚整本著作既適合香港海外的讀者閱讀，同時又能為對香港擁有一定認識的讀者補充更多資訊。張宏絢形容著作對政治人物的批評相當「直接」，推介它給同情受政治壓迫者及喜歡辛辣文筆的人。